# Weltklasse Zürich 2014
Weltklasse Zürich 2014 – mityng lekkoatletyczny, który odbył się 28 sierpnia w Zurychu. Zawody były trzynastą odsłoną prestiżowej Diamentowej Ligi w sezonie 2014.

## Wstępny program zawodów

### Mężczyźni
| Konkurencja:               | 1. miejsce            | Rezultat | 2. miejsce        | Rezultat | 3. miejsce     | Rezultat |
| Bieg na 200 m              | Alonso Edward         | 19,95    | Nickel Ashmeade   | 20,01    | Rasheed Dwyer  | 20,21    |
| Bieg na 400 m              | LaShawn Merritt       | 44,36 SB | Gil Roberts       | 44,96    | Isaac Makwala  | 45,03    |
| Bieg na 800 m              | Nijel Amos            | 1:43,77  | Ayanleh Souleiman | 1:43,93  | David Rudisha  | 1:43,96  |
| Bieg na 5000 m             | Caleb Mwangangi Ndiku | 13:07,01 | Muktar Edris      | 13:07,32 | Galen Rupp     | 13:07,82 |
| Bieg na 400 m przez płotki | Cornel Fredericks     | 48,25    | Michael Tinsley   | 48,31    | Javier Culson  | 48,53    |
| Trójskok                   | Christian Taylor      | 17,51 SB | Benjamin Compaoré | 17,45    | Will Claye     | 17,39    |
| Pchnięcie kulą             | Reese Hoffa           | 21,88 SB | David Storl       | 21,47    | Joe Kovacs     | 21,43    |
| Rzut oszczepem             | Thomas Röhler         | 87,63 PB | Keshorn Walcott   | 85,77 NR | Tero Pitkämäki | 85,12    |

### Kobiety
| Konkurencja:                  | 1. miejsce              | Rezultat   | 2. miejsce          | Rezultat | 3. miejsce                               | Rezultat   |
| Bieg na 100 m                 | Veronica Campbell-Brown | 11,04      | Murielle Ahouré     | 11,04    | Blessing Okagbare                        | 11,06      |
| Bieg na 1500 m                | Jennifer Simpson        | 3:59,92    | Shannon Rowbury     | 3:59,93  | Viola Kibiwot                            | 4:00,46 SB |
| Bieg na 3000 m z przeszkodami | Habiba Ghribi           | 9:15,23 SB | Hiwot Ayalew        | 9:19,29  | Sofia Assefa                             | 9:19,79    |
| Bieg na 100 m przez płotki    | Dawn Harper-Nelson      | 12,58      | Sally Pearson       | 12,71    | Tiffany Porter                           | 12,72      |
| Skok wzwyż                    | Marija Kuczina          | 2,00 =PB   | Ana Šimić           | 1,98     | Ruth Beitia                              | 1,93       |
| Skok w dal                    | Ivana Španović          | 6,80       | Tianna Bartoletta   | 6,76     | Brittney Reese                           | 6,66       |
| Skok o tyczce                 | Fabiana Murer           | 4,72       | Jennifer Suhr       | 4,67     | Nikoleta Kiriakopulu Ekaterini Stefanidi | 4,67       |
| Rzut dyskiem                  | Sandra Perković         | 68,36      | Gia Lewis-Smallwood | 67,32    | Dani Samuels                             | 64,86      |

## Rekordy
Podczas mityngu ustanowiono 1 krajowy rekord w kategorii seniorów:
| Zawodnik        | Reprezentacja     | Konkurencja    | Rezultat |
| --------------- | ----------------- | -------------- | -------- |
| Keshorn Walcott | Trynidad i Tobago | Rzut oszczepem | 85,77 m  |